# Francisco Eduardo Trusso
Francisco Eduardo Trusso (1930-Buenos Aires, 1 de marzo de 2014)  fue un abogado, banquero y diplomático argentino, que se desempeñó como embajador de su país ante la Santa Sede, designado por el presidente Carlos Menem entre 1992 y 1997.
Trusso desarrolló su carrera como abogado en el ámbito del derecho de familia y, además, como especialista en ciertas cuestiones del derecho canónico, como nulidades matrimoniales.

## Biografía
Se graduó como Abogado en la Universidad de Buenos Aires (UBA) el 31 de diciembre de 1947 y en 1949 realizó un curso de doctorado en la entonces denominada Universidad Central de Madrid, actual Universidad Complutense de Madrid. Posteriormente ejerció la docencia universitaria, desempeñándose como profesor interino rentado de Instituciones de Derecho Público en la Facultad de Ciencias Económicas de la UBA (1966-1967) y como profesor titular de Historia de las Instituciones Argentinas en la Facultad de Derecho de la misma universidad.
En el ámbito profesional, fue gerente de Asuntos Legales de YPF durante la gestión del general Carlos Guillermo Suárez Mason y presidió la filial argentina del Banco Ambrosiano, la institución italiana vinculada al Vaticano que protagonizó un resonante escándalo financiero internacional. Su trayectoria diplomática lo llevó a ocupar la embajada argentina en la Santa Sede, siendo reemplazado más tarde por Esteban Caselli.
Mantuvo una relación cercana con el cardenal Antonio Quarracino, figura central de la Iglesia argentina de la época, lo que lo situó en el entramado de vínculos entre sectores eclesiásticos, financieros y políticos.

## Publicaciones
Es autor de varios textos, entre ellos Las Malvinas, el fin de una utopía (1982), en el que analiza la cuestión de las Islas Malvinas y la política exterior argentina relacionada con el conflicto.

## Familia
Se encontraba casado con María Elisa Massot. Tuvo quince hijos. Su hijo, Francisco Javier Trusso, fue presidente del Banco de Crédito Provincial y estuvo involucrado en un escándalo financiero masivo que condujo a la quiebra del banco en 1997. La investigación incluyó acusaciones de estafas reiteradas, asociación ilícita y simulación de préstamos al Arzobispado de Buenos Aires, en un caso que alcanzó notoriedad nacional.
Su hijo más pequeño es el disc-jockey y músico Maxi Trusso.